# Ядом, Конаду
Конаду́ Я́дом (англ. Konadu Yiadom; 10 июня 2000, Гана) — ганский футболист, полузащитник клуба «Хартс оф Оук».

## Клубная карьера
Футболом начал заниматься в скромном клубе «Тема Юнайтед», в составе которого в 2018 году и начал взрослую футбольную карьеру.
В январе 2018 подписал 3-летний контракт с вафа и сразу же переведён в первую команду, где должен был заменить Ибрагима Абукари, который получил тяжелую травму. Дебютировал за новый клуб 2 мая 2018 в победном (2:1) матче против «Берекум Челси». В дебютном сезоне в ВАФА провел 5 поединков в национальном чемпионате. В следующем сезоне, 2019/20, сыграл в 14 матчах чемпионата и отличился 2-мя голами до того, но соревнования сначала приостановили, а затем и вообще остановили в связи с ограничениями, связанными со вспышкой пандемии COVID-19 в Гане.
16 августа 2022 года стал игроком одного из грандов ганского футбола, «Хартс оф Оук», но основным футболистом так и не стал.
31 августа 2023 года заключил арендный договор с «Кривбассом», рассчитанный до 30 июня 2024, по завершении которого украинский клуб будет иметь право выкупа. Но за клуб Конаду так и не сыграл.

## Карьера в сборной
Вызывался в олимпийскую сборную Ганы (U-23). В футболке национальной сборной Ганы дебютировал 24 июля 2022 года. За национальную команду провёл 7 матчей, отличился 1-м голом.